# Гнездино (Владимирская область)
Гнездино (в прошлом Гнездина) — деревня в муниципальном образовании Нагорное сельское поселение, Петушинском районе Владимирской области.
Находится на границе Московской и Владимирской областей неподалёку от реки Киржач, в 5 км от автодороги М7 «Волга» на правом берегу реки Киржач. Расположена в 2 км от железнодорожной платформы 173 км на линии Киржач — Орехово-Зуево. Ближайшие населённые пункты: деревни Килекшино и Островищи.
Большакова Н. В. высказывает предположение, что название Гнездино связано с расположением домов в деревне. В словаре В. И. Даля «гнездо» — жильё, жилище всякого рода, поселение. У него же «гнездо изб» — рядом стоящие, вплоть приставленные две избы.
С 1999 года в деревне находится магазин по продаже строительных и отделочных материалов. К востоку от деревни расположены дачи ТСН «СТ Былина» (в советское время садовое товарищество «Былина» Госплана РСФСР), ТСН «СТ Внешторгбанковец», ТСН «СТ Киржач-1» и ТСН «СТ Отдых».

## География
Деревня Гнездино расположена на Киржачской зандровой равнине (абсолютные высоты 140—150 метров над уровнем моря). Киржачская зандровая равнина отличается слабо-волнистым рельефом поверхности, значительной заболоченностью. Долины рек извилистые, склоны умеренные, местами крутые, слабо расчлененные неглубокими оврагами и долинами притоков.
Входила в Аргуновскую волость. С 1708 года деревня входила во Владимирскую провинцию в составе Московской губернии. В 1778 году создано самостоятельное Владимирское наместничество. В 1796 году наместничество преобразовано во Владимирскую губернию, разделенную на 10 уездов.
В 1881 году вместе с деревнями Килекшино и Островищи отошла в Покров-Слободскую волость Покровского уезда (1 участок, в 1895 году земского начальника: отставного штабс-ротмистра Алексея Николаевича Кустаревского). При этом деревня осталась в приходе Никольской церкви.
С 14 августа 1944 года входит в состав Владимирской области. Покровский уезд ликвидирован по постановлению ВЦИК 5 января 1921 года. Образован Орехово-Зуевский уезд Московской губернии, куда вошли 11 волостей Покровского уезда включая Аргуновскую. Остальные 11 волостей включены в Александровский уезд. 13 июня 1921 года вновь образован Киржачский уезд куда вошли Аргуновская и Овчининская волости из Орехово-Зуевского уезда. Постановлением ВЦИК от 8 мая 1924 года ликвидирован Киржачский уезд и Кольчугинский район, а также Киржачская и Финеевская волости. Они переданы в Александровский уезд Владимирской губернии. Аргуновская волость расформирована и навсегда прекратила своё существование. Её деревни вошли в Овчининскую волость Александровского уезда Владимирской губернии
С 1939 года деревня Гнездино входила в Орехово-Зуевский район. С 14 августа 1944 года входит в состав Владимирской области. До 1950 года в административных границах Киржачского сельсовета. С 1950 года включена в административные границы Лачужского сельсовета. С 1966 года деревня относилась к Санинскому сельсовету.

## Население
| 1859 | 1905 | 1926 | 2002 | 2010 | 2021 |
| ---- | ---- | ---- | ---- | ---- | ---- |
| 47   | ↘44  | ↗45  | ↘2   | ↘1   | ↘0   |

## История
В середине XII — начале XIII веков территория принадлежала Ростово-Суздальскому княжеству. Существовала ли деревня в это время, неизвестно.
Согласно писцовой книге 1628—1631 годов деревня Гнездино (Гнездыня) числилась за князем Михаилом Петровичем Пронским.
Деревня относилась к приходу Никольской церкви в селе Аргуново (в настоящее время села не существует).
По исповедальным ведомостям Никольской церкви 1770 года в деревне было 4 крестьянских двора. По исповедальным ведомостям 1830 года — 7 дворов, 20 жителей мужского пола, 30 женского, деревня принадлежит Ильину Ф. И.
По Генеральному межеванию 1775—1776 гг. при Гнездино было 65 десятин 2005 квадратные сажени пашни, 16 десятин 1425 кв. с. сенокосов, 142 десятины 2298 кв. с. дровяного леса, 9 десятин 1776 кв. с. болот и прудков, 3 десятины 2284 кв. с. под усадьбами и огородами, 1 десятина 2250 кв. с. под дорогами, всего земли: 241 десятин 38 кв. с.
В 1835 году деревня по прежнему принадлежит Ильину Ф. И. Позже, Ильиной Наталье Семёновне.
В 1850 году в деревне проживает 21 крестьянин мужского пола.
В 1852 году по духовному завещанию матери переходит во владение Ильиной Елизавете Филипповне.
В 1854 году — 5 дворов, 15 жителей мужского пола, 28 женского. Деревня принадлежит Ильиной Е. Ф.
В 1857 году — 7 дворов, 19 жителей мужского пола, 29 женского
В 1859 году в деревне 6 дворов, проживает 19 жителей мужского пола, 28 женского.
В 1860 году деревня по прежнему принадлежит Ильиной Е. Ф. Проживает 21 житель мужского пола
Согласно клировым ведомостям 1876 года деревня по прежнему принадлежит Ильиной, насчитывает 4 двора, крестьян мужского пола — 23, женского — 22.
Согласно клировым ведомостям 1885 года в деревне 4 двора, крестьян мужского пола — 20, женского — 19.
По данным опубликованным в 1895 году в деревне 43 житель (21 мужского пола, 22 женского), из них отхожим промыслом заняты 10 мужчин (плотники и фабричные в Москве, Орехово и Зуево). Кустарных промыслов нет.
В 1896 году в деревне 11 дворов, 43 жителя.
По данным опубликованным в 1905 году в деревне 14 дворов, 44 жителя.
По данным Всероссийской переписи населения 2010 года в деревне прописан 1 человек.
Севернее Гнездино в 1950-х — 1990-х годах проходила одна из веток узкоколейной железной дороги Электрогорского торфопредприятия: Электрогорск — Ляпино — Желудево. Линия к Желудево разобрана в 1993 году, но в 90-м ещё было движение как минимум до участка Ляпино.

### Промыслы
По данным на 1908 год в деревне проживает 7 плотников; размотчиц хлопчато-бумажных нитей — 13 лиц.

### Владельцы деревни Гнездино
По данным книги Н. В. Большаковой, Помещики Аргуновской волости Покровского уезда Владимирской губернии:
| Ф. И. О., чин и звание владельца                                                                                       | Документы |
| --- | --- |
| Пронский Михаил Петрович, князь                                                                                        | Писцовая книга 1628—1631 гг. |
| Ефимьев Фёдор Дорофеевич, дьяк                                                                                         | Переписная книга 1705 г. |
| Лужевский Александр Семёнович                                                                                          | Ревизская сказка 1-й ревизии 1719 г. |
| Львова Татьяна Александровна, жена капитана Александрова Алексея Петровича                                             | Ревизская сказка 2-й ревизии 1747 г. |
| Шарапов Иван Яковлевич, поручик Преображенского полка                                                                  | Ревизская сказка 2-й ревизии 1747 г. |
| Львов Алексей Петрович                                                                                                 | Ревизская сказка 3-й ревизии 1763 г. |
| Прончищев Алексей Петрович                                                                                             | Ревизская сказка 3-й ревизии 1763 г. |
| Ильина Наталья Семёновна, титулярная советница                                                                         | Ревизская сказка 3-й ревизии 1763 г. |
| Львов Николай Алексеевич Львов Фёдор Алексеевич                                                                        | По Генеральному межеванию 1775—1776 г. |
| Прончищев Алексей Петрович, главной артиллерии штык-юнкер                                                              | По Генеральному межеванию 1775—1776 г. |
| Дмитриев-Мамонов Иван Фёдорович, генерал-майор                                                                         | Ревизская сказка 5-й ревизии 1795 г. |
| Он же | Ревизская сказка 6-й ревизии 1811 г. |
| Дмитриев-Мамонов Александр Иванович, гвардии штабс-ротмистр, художник-баталист, участник Отечественной войны 1812 года | Ревизская сказка 7-й ревизии 1816 г. |
| Ильин Филипп Ильич, титулярный советник                                                                                | Продал деревню Наталье Семёновне Ильиной в 1820 г. |
| Ильина Наталья Семёновна, поручица                                                                                     | По купчей 1820 г. Ревизская сказка 8-й ревизии 1834 г. |
| Она же | Ревизская сказка 9-й ревизии 1850 г. |
| Ильина Елизавета Филипповна, дочь Ильиной Н. С. Девица из дворян, глухонемая.                                          | Духовное завещание матери Ильиной Н. С. 10 декабря 1852 г. Согласно завещанию Ильина Е. Ф. если останется незамужней ни продать, ни заложить имение не может. После бездетной кончины Ильиной Е. Ф. деревня Гнездино должна была перейти к другим дочерям Ильиной Н. С. (Анне, Елене, Александре). |
| Ильина Елизавета Филипповна Опекун — её родной брат Алексей Филиппович Ильин, подполковник судья в городе Подольске    | Уставная грамота 1863 г. |